# Zdeněk Novák

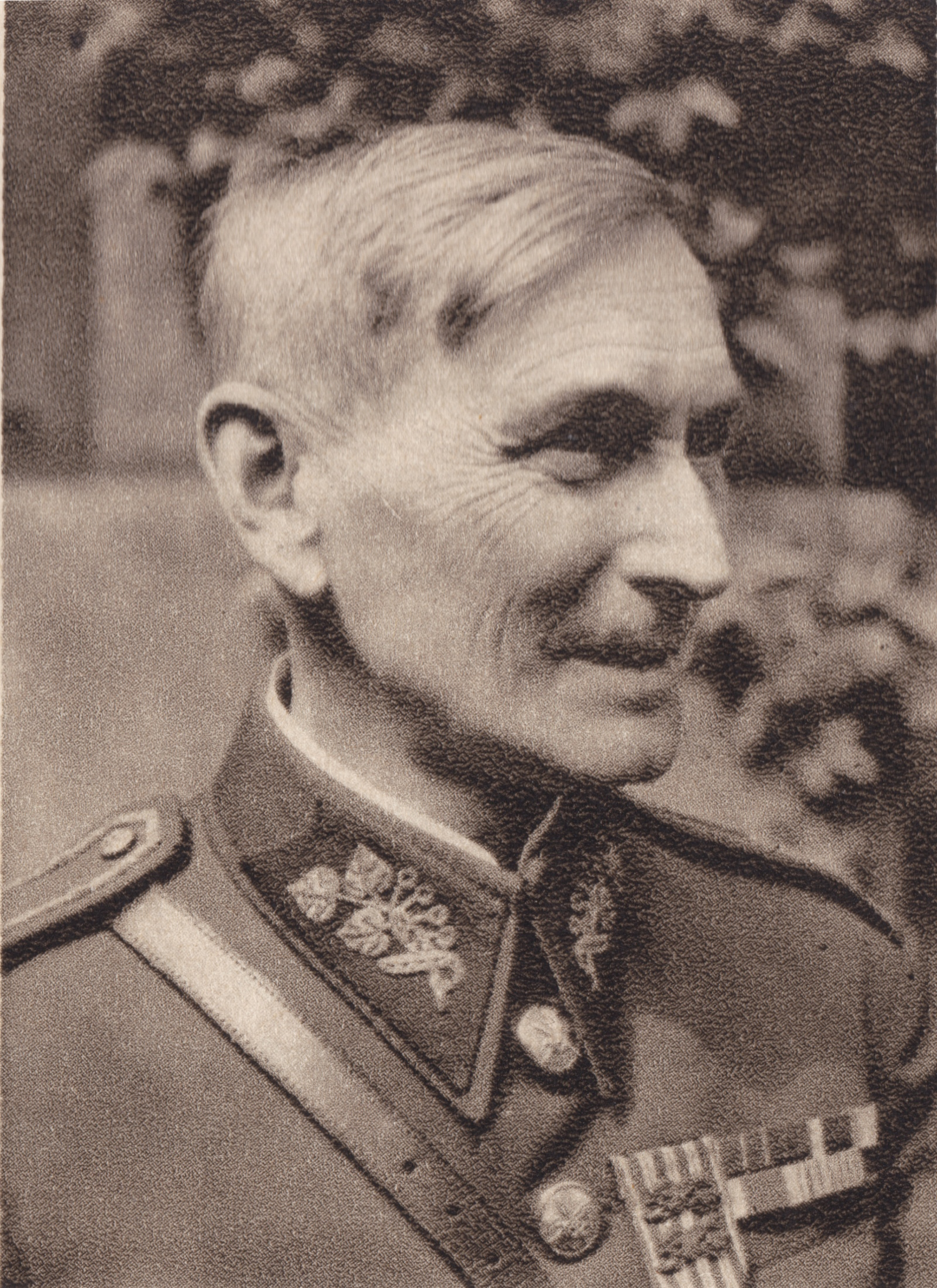
Zdeněk Novák

Zdeněk Novák (* 2. April 1891 in Paskov; † 23. Oktober 1988 in Zadní Třebaň) war ein tschechoslowakischer Soldat, Legionär, Armeegeneral in der Tschechoslowakischen Armee, sowie als führendes Mitglied der Widerstandsgruppe Obrana národa eine Persönlichkeit des tschechoslowakischen Widerstandes 1939–1945 gegen den Nationalsozialismus.

## Leben
Nach dem Abschluss des Gymnasiums und einer Handelsschule in Místek und Uherské Hradiště in Mährisch-Schlesien erlangte Zdeněk Novák 1908 in Brünn die Berechtigung zum Hochschulstudium und meldete sich an der Landwirtschaftlichen Hochschule Berlin an. Nach zwei Semestern wurde er 1910 am österreich-ungarischen Konsulat in Berlin eingezogen. Nováks Zivilberuf war Bierbrauer.
1914 wurde Novák an die russische Front versetzt, wo er als Oberleutnant (nadporučík) 1916 gefangen genommen wurde. Im Dezember 1916 meldete er sich freiwillig in die Tschechoslowakischen Legionen, den Dienst konnte er jedoch erst im September 1917 antreten und wurde gleich in die Offiziersschule in Boryspil geschickt. Nach diesem Lehrgang wurde er der 2 Kanonierdivision und dann der 2. Kanonierbrigade in Pyrjatyn zugeteilt, wo er nach und nach verschiedene Befehlshaberposten bekleidete. Im Dezember 1918 wurde er zum Major befördert, am 1. Mai 1919 dann zum Oberstleutnant. Novák nahm sowohl an zahlreichen Kämpfen mit der deutschen Armee teil, die sich auf dem Rückzug der Legionen aus Ukraine ereigneten, wie auch an erbitterten Kämpfen mit der Roten Armee im Bereich von Irkutsk, Wladiwostok und an der Front von Ussurijsk, die sich begleitend zum Rückzug der Legionen nach Wladiwostok und der Verteidigung der transsibirischen Magistrale ereigneten. Er befehligte bis November 1918 auch die tschechoslowakische Garnison in Tschita, mit der er die Armeeeinheiten des Kosaken-Atamans Semjonow in ihrem Kampf gegen die Rote Armee unterstützte. Vom 20. Februar 1920 bis zum 4. März 1920 war er in der tschechoslowakisch-russischen Kommission bei den Verhandlungen über den Goldschatz in Irkutsk beteiligt. Vom 27. Mai 1920 bis 19. Juni 1920 vertrat er die Tschechoslowakei bei den Verhandlungen der japanisch-chinesisch-tschechoslowakischen Konfliktkommission in Harbin.
In die Tschechoslowakei kehrte Novák am 15. August 1920 zurück. Er blieb in der Armee und befehligte verschiedene Einheiten, unter anderem eine Kanonierbrigade in Košice. Daneben absolvierte er eine ganze Reihe von Lehrgängen und Aufbauseminaren für Offiziere, darunter einen Kurs an der Vysoká škola válečná (Kriegshochschule) in Prag und zwei Kurse für Generäle in Frankreich. Am 1. Mai 1928 erlangte er den Dienstgrad eines Brigadegenerals und diente als Befehlshaber verschiedener Kanoniereinheiten vor allem in Mähren, zuletzt in Olmütz.
Nach der Besetzung des Landes durch die Wehrmacht und der Ausrufung des Protektorats Böhmen und Mähren hat Novák umgehend die Tätigkeit in der vorwiegend aus Offizieren der Tschechoslowakischen Armee bestehenden Widerstandsgruppe Obrana národa aufgenommen. Als enger Mitarbeiter von Hugo Vojta und Bedřich Homola zog er zur Zentrale der Gruppe in Prag um, hielt jedoch die Verbindung zu seinen Kontakten in Mähren aufrecht. Seine private Vila in Hutisko-Solanec diente eine Zeitlang als Basis für Personen, insbesondere Piloten der tschechoslowakischen Armee, die nach Polen flüchten wollten. Nach der zweiten großen Gestapo-Verhaftungswelle übernahm er die Landesleitung für Böhmen. Nach der Verhaftung von Bedřich Homola ersetzte er ihn am 31. Dezember 1941 als Befehlshaber der Obrana národa und versuchte, die Strukturen zu erneuern und die Zusammenarbeit mit anderen Widerstandsgruppen zu stärken. Am 22. Juni 1944 wurde Zdeněk Novák jedoch verhaftet. Am 5. Mai 1945 wurde er schließlich während des Prager Aufstands befreit und konnte sich noch in die Operationen der Widerstandsgruppe Alex des Generals František Slunečko einbringen.
Nach der Befreiung wurde Zdeněk Novák in den Dienstgrad des Divisionsgenerals (am 1. August 1945) und dann auch des Armeegenerals (am 1. April 1946) befördert. Nach dem kommunistischen Februarumsturz von 1948 wurde er jedoch am 3. Januar 1951 verhaftet, im Oktober 1951 aus der Armee entlassen und degradiert. In einem Schauprozess wurde Novák am 8. April 1954 wegen Hochverrat zu 18 Jahren Freiheitsentzug verurteilt. Nach einer Amnestie wurde er bereits am 12. September 1956 entlassen, am 10. April 1958 wurde die Anklage zurückgenommen. Eine juristische Rehabilitation geschah 1963, seine militärischen Dienstgrade wurden ihm wieder zurückgegeben.
Zdeněk Novák setzte sich in Zadní Třebaň zur Ruhe, wo er am 23. Oktober 1988 starb.

## Auszeichnungen
- Tschechoslowakisches Kriegskreuz 1914–1918
- Falken-Orden (Tschechoslowakei)
- Tschechoslowakische Revolutionsmedaille
- Tschechoslowakische Siegesmedaille
- Croix de Guerre avec palme
- Sankt-Stanislaus-Orden
- Tschechoslowakisches Kriegskreuz 1939

und andere.